# 일본 경찰청

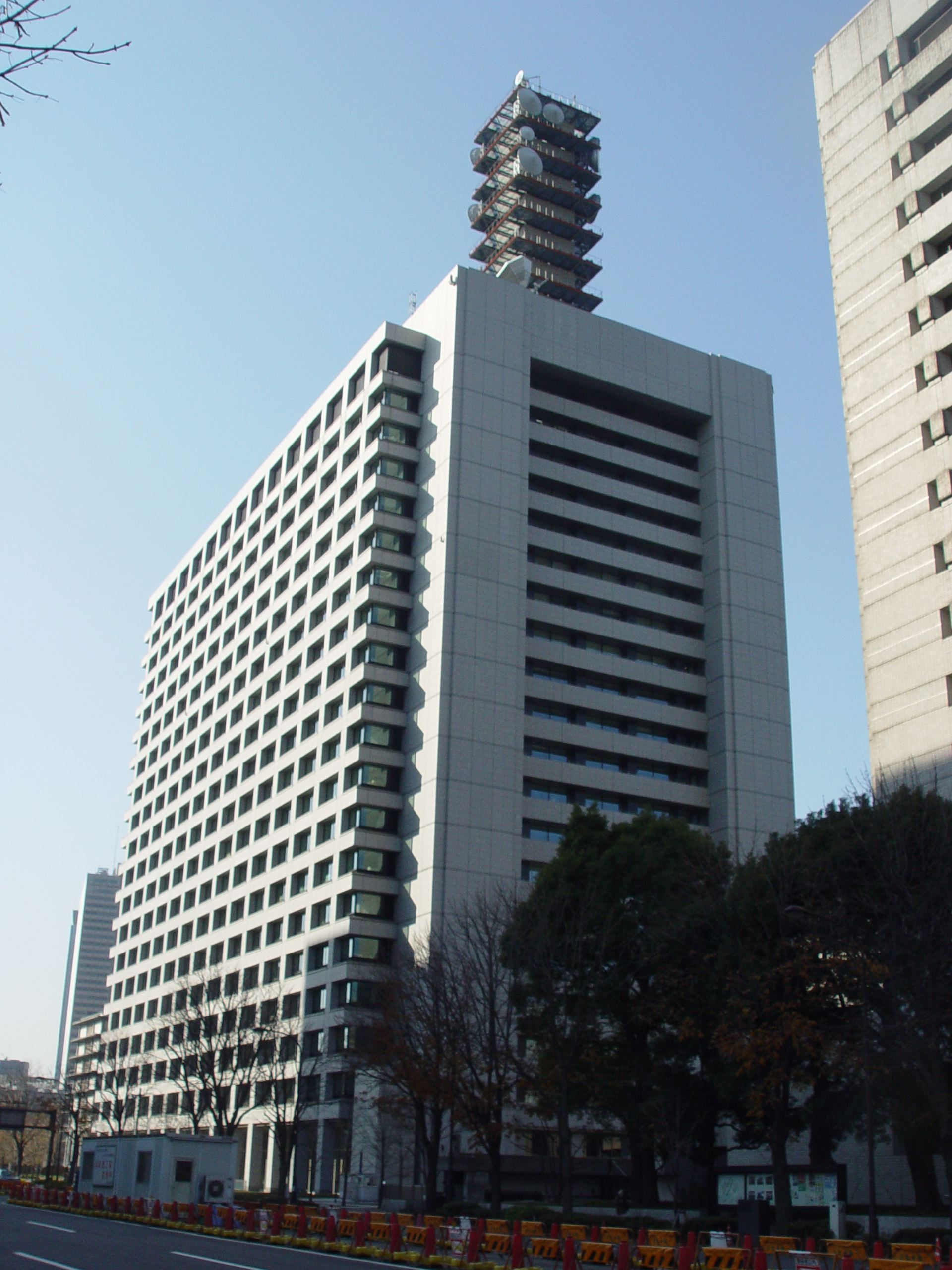
경찰청이 위치한 중앙합동청사 2호관

경찰청(일본어: 警察庁 케이사츠초[*], 영어: National Police Agency)은 일본의 치안기관으로, 내각부의 국가공안위원회에 설치된 특별 기관이다.
주로 국가적, 초광역(超廣域)적 경찰 업무나 운영을 맡고 있으며, 경찰의 정비, 범죄의 감식, 범죄 통계 등의 사무를 책임지고, 도쿄도의 일본 경시청 및 지방의 도도부현 경찰 본부를 감독한다. 일본에서는 일반적으로 찰청(察庁 삿초[*]) 또는 본청(本庁 혼초[*])으로 불린다.

## 연혁
- 1874년(메이지 7년) : 내무성에 경보국 설치. 이를 통해 일본 제국은 중앙집권적인 국가경찰체제를 갖추었다.
- 1947년(쇼와 22년) 12월 17일 : 구 경찰법(법률 제196호) 공포
- 1947년(쇼와 22년) 12월 31일 : 경보국 폐지. 연합군최고사령부(GHQ)의 명령에 따라 내무성과 그 산하조직 폐지.
- 1948년(쇼와 23년) 3월 7일 : 구 경찰법 시행. 경찰제도가 국가경찰과 지자체경찰(시정촌 경찰)로 이원화되었다.
- 1954년(쇼와 29년) 6월 8일 : 신 경찰법(현행 경찰법) 공포
- 1954년(쇼와 29년) 7월 1일 : 경찰법 시행. 국가공안위원회를 설치하고, 경찰조직을 국가경찰(경찰청: 1관방 4부 17과)과 광역지자체경찰(도도부현 경찰)로 개편

## 조직
내부부국(장관관방, 5국 2부), 부속기관, 지방기관으로 구성된다. 도도부현의 경찰은 광역지자체에 속한 경찰이므로, 경찰청의 조직이 아니다. 경찰청은 도도부현의 경찰본부나 경찰서와 달리 집행기관이 아니기 때문에 순찰차, 유치장 등의 장비는 없다. 또한, 경찰청 소속 경찰관들도 수갑, 권총 등의 장비를 휴대하지 않는다.

### 장관과 차장
장(長)은 경찰청장관으로, 국가공안위원회가 내각총리대신의 승인을 얻어 임명한다. 최상위 경찰관이지만, 계급은 없다. 일본 경찰법 제62조에 따라 유일하게 계급제도의 범위 밖에 있다. 일본 경찰법 제34조는 "장관은 경찰관으로 하고, 경찰청 차장, 관방장, 국장(정보통신국장은 제외한다) 및 부장, 관구경찰국장, 그 밖에 정령으로 정하는 직은 경찰관으로, 황궁경찰본부장은 황궁호위관으로 충당한다."고 규정되어 있다.
- 장관 : 경찰청 장관은 국무대신을 위원장으로 하는 국가공안위원회의 관리에 따른다. 경찰청 업무를 총괄하고, 소속부서 직원을 임명하거나 그 직무를 통솔·감독하며, 경찰청의 소관 사무에 관해서 도도부현(都道府県) 경찰을 지휘·감독한다.
- 차장 : 경찰청 차장 1명(계급 경시감)은 장관을 도와 경찰청 업무를 정리하고 내부부국 및 산하기관의 사무를 감독한다.

### 내부 부국
내부부서는 다음과 같다.
- 장관관방
  - 관방장, 총괄심의관, 정책평가심의관, 심의관(5), 기술심의관, 참사관(5), 수석감찰관
  - 총무과 정보공개·개인정보보호실, 홍보실, 유치관리실, 취조감독지도실
  - 인사과
  - 회계과 감사실, 장비실
  - 급여후생과 범죄피해자지원실
  - 국제과
  - 국가공안위원회회무관

- 생활 안전국
  - 생활안전기획과 범죄억제대책실
  - 지역과 철도경찰관리실
  - 소년과 소년보호대책실
  - 사법부
  - 정보기술범죄대책과 정보기술범죄수사지도실
  - 생활경제대책관리관

- 형사국
  - 형사기획과 형사지도실, 정보분석지원실
  - 수사제1과 검시지도실특수사건수사실
  - 수사제2과 특수사기대책실
  - 범죄감식관
  - 조직범죄대책부
    - 기획분석과
    - 폭력단대책과
    - 약물총기대책과
    - 국제수사관리관
    - 범죄수익이전방지관리관

- 교통국
  - 교통기획과 고속도로관리실
  - 교통지도과 교통사고사건수사지도실
  - 교통법규과 관제기술실
  - 운전면허과

- 경비국
  - 경비기획과：업무의 총괄. 이미지정보분석실, 종합정보분석실
  - 공안과：신좌익, 구 옴진리교, 우익, 황실경비, 요인경호 등 담당. 보안정보대책실
  - 경비과 재해대책실, 경위실, 경호실
  - 외사정보부
    - 외사과：대 간첩·테러 대책 등 담당. 외사기술조사실
    - 국제테러리즘 대책과：일본 적군대책 등 담당. 국제테러리즘긴급전개반

- 정보통신국
  - 정보통신기획과 통신운용실
  - 정보관리과 정보처리센터
  - 통신시설과
  - 정보기술분석과 사이버테러대책기술실 (통칭 "사이버 포스 센터"), 악성프로그램분석센터 (악성프로그램 분석관 20명으로 구성)

### 부속 기관
- 경찰대학교
- 과학경찰연구소
- 황궁경찰본부

### 지역 기관
7국 2부. 도도부현 경찰은 자치경찰로, 경찰청의 지방기관이 아니다.

#### 관구경찰국
관구경찰국은 관내 부(府)·현(縣) 경찰의 지도·감독, 광역수사의 조정, 대규모 재해 대응, 경찰 통신 업무, 간부 교육 훈련 등을 담당한다.(일본 경찰법 제31조제2항)
도쿄도(東京都) 경시청은 수도 경찰이라는 특수성 때문에 간토 관구경찰국(関東管区警察局)의 관할에서 제외된다. 홋카이도(北海道) 역시 관구경찰국의 관할에 속하지 않는다. 다른 부·현에서는 관구경찰학교가 수행하는 간부의 교육 훈련을 홋카이도에서는 홋카이도경찰학교가 실시한다.
- 도호쿠 관구경찰국(東北管区警察局 도호쿠 간쿠 게이사쓰쿄쿠[*]) (센다이 시 아오바 구)
  - 총무 감시 · 광역 조정부
    - 수석 감찰관

  - 정보통신부
  - 아오모리 현 정보통신부, 이와테 현 정보통신부, 미야기 현 정보통신부, 아키타 현 정보통신부, 야마가타 현 정보통신부, 후쿠시마 현 정보통신부
  - 도호쿠 관구경찰학교

- 간토 관구경찰국(関東管区警察局 간토 간쿠 게이사쓰쿄쿠[*]) (요코하마시 미나미구)
  - 총무부
  - 감시부
    - 수석 감찰관

  - 광역조정부
  - 정보통신부
  - 이바라키 현 정보통신부, 도치기 현 정보통신부, 군마 현 정보통신부, 사이타마 현 정보통신부, 지바 현 정보통신부, 가나가와 현 정보통신부, 니가타 현 정보통신부, 야마나시 현 정보통신부, 나가노 현 정보통신부, 시즈오카 현 정보통신부
  - 간토 관구경찰학교

- 주부 관구경찰국(中部管区警察局 주부 간쿠 게이사쓰쿄쿠[*]) (나고야 시 나카 구)
  - 총무감시부
    - 수석감찰관

  - 광역조정부
  - 정보통신부
  - 도야마 현 정보통신부, 이시카와 현 정보통신부, 후쿠이 현 정보통신부, 기후 현 정보통신부, 아이치 현 정보통신부, 미에 현 정보통신부
  - 주부 관구경찰학교

- 긴키 관구경찰국(近畿管区警察局 긴키 간쿠 게이사쓰쿄쿠[*]) (오사카 시 주오 구)
  - 총무감시부
    - 수석감찰관

  - 광역조정부
  - 정보통신부
  - 시가 현 정보통신부, 교토 정보통신부, 오사카 정보통신부, 효고 현 정보통신부, 나라 현 정보통신부, 와카야마 현 정보통신부
  - 킨키 관구경찰학교

- 주고쿠 관구경찰국(中国管区警察局 주고쿠 간쿠 게이사쓰쿄쿠[*]) (히로시마 시 나카 구)
  - 총무감시·광역조정부
    - 수석 감찰관

  - 정보통신부
  - 돗토리 현 정보통신부, 시마네 현 정보통신부, 오카야마 현 정보통신부, 히로시마 현 정보통신부, 야마구치 현 정보통신부
  - 주고쿠 관구경찰학교

- 규슈 관구경찰국(九州管区警察局 규슈 간쿠 게이사쓰쿄쿠[*]) (후쿠오카 시 하카타 구)
  - 총무감시부
    - 수석감찰관

  - 광역조정부
  - 정보통신부
  - 후쿠오카 현 정보통신부, 사가현 정보통신부, 나가사키 현 정보통신부, 구마모토 현 정보통신부, 오이타 현 정보통신부, 미야자키 현 정보통신부, 가고시마 현 정보통신부, 오키나와 정보통신부
  - 규슈 관구경찰학교

- 시코쿠 관구 경찰국(四国管区警察局 시코쿠 간쿠 게이사쓰쿄쿠[*]) (가가와 현 다카마쓰 시)
  - 총무감시·광역 조정부
    - 수석감찰관

  - 정보통신부
  - 도쿠시마 현 정보통신부, 가가와 현 정보통신부, 에히메 현 정보통신부, 고치 현 정보통신부
  - 시코쿠 관구경찰학교

#### 도쿄 도·홋카이도 경찰 정보통신부
관구경찰국이 없는 도쿄 도(東京都)와 홋카이도(北海道)의 경찰통신사무를 행한다. 지도·감시·교육훈련은 하지 않는다.(일본 경찰법 제33조)
- 도쿄 도 경찰정보통신부 (도쿄 도 지요다구)
  - 통신서무과
  - 기동전통신제1과
  - 기동전통신제2과
  - 통신시설과
  - 정보기술분석과
  - 다마통신지부

- 홋카이도 경찰정보통신부(삿포로 시 주오 구 북2조 니시7초메)
  - 통신서무과
  - 기동전통신과
  - 통신시설과
  - 정보기술분석과
  - 하코다테방면 정보통신부 (하코다테 고료가쿠 마을 15번 5호) 아사히카와 방면 정보통신부(아사히카와 1조 통 25번가 487번지 6), 구시로 방면 정보통신부(구시로 시 구로가네 정 10번가 5), 기타미방면 정보통신부(기타미 시 아오바 정 6-1)

경찰청 - 홋카이도 경찰 - 본부 방면 - 본부·경찰서·파출소를 잇는 경찰의 각종 정보통신시스템을 구축하는 기관. 범죄의 단속을 위한 기술지원도 실시한다. 직원은 경찰청 기술직 공무원(技官)이나 경찰청 사무관 등

#### 기동경찰통신대
- 설치 : 각 관구경찰국 및 도(都)·도(道) 경찰 정보통신부, 부·현 정보통신부, 각 방면 정보통신부.

- 임무 : 출동현장 등에서 경찰 사무의 집행을 위하여 필요한 통신을 확보한다. 경찰통신시설의 임시 설치, 운영 및 경찰관에게 기술·지도 등을 실시한다.

- 대장 : 정보통신부장의 명령 하에, 기동통신과장(도경찰은 기동통신제1과장)이 맡는다.

- 출동 : 지진 등의 자연재해, 항공기 등의 대형사고, 대형회의 등의 호위·경호, 유괴 등 중대사건.

## 업무 위탁 기관
- 인터넷 핫라인 센터 : 불법·유해 정보의 발신 정보 수집 및 처리를 목적으로 하는 사이트이다. 2006년 6월 1일 개설됐다. 재단법인 인터넷협회가 관리·운영한다.

- 익명신고전화 : 익명의 사건 정보 신고를 전화로 받아 이를 경찰에 제공한다. 소년의 복지를 해하는 범죄 또는 인신매매 사범에 대한 정보 중 경찰이 일정한 기준에 따라 당해 사건의 해결 등에 도움이 되었다고 판단하면 그에 대해 정보료를 지불하는 제도. NPO법인 일본 가디언 엔젤스가 관리·운영한다.

## 경찰청 직원
경찰청 직원은 크게 경찰관과 일반직원으로 나뉜다.
- 경찰관
  - 국가공무원I종시험(법률·경제·행정)에 합격한 소위 '캐리어조(組)' 경찰관
  - 국가공무원II종시험(행정)에 합격해 본청 채용된 경찰청 채용 경찰관('준캐리어'라고도 불린다)
  - 도도부현 경찰에서 파견된 경찰관(경시·경부)
  - 기타 성청(省廳)에서 파견된 경찰관

- 일반직원
  - 국가공무원I종시험(이공계)에 합격해 본청 채용된 '캐리어조' 정보통신기관(技官, 기술직 공무원)
  - 국가공무원II종시험(이공계)에 합격해 관구 채용된 정보통신기관
  - 국가공무원II종·III종(행정계)시험에 합격해 관구 채용된 사무관(事務官, 일반직 공무원)
  - 기타 국가공무원시험에 합격한 사무관·기관
  - 기타 성청에서 파견된 사무관·기관

그 밖에 다른 관청으로부터의 파견자도 있지만, 경찰청 파견 시에는 경찰관 또는 경찰청 사무관·기관으로 전관(轉官)된다.
※ 도도부현 경찰 소속 경찰관도 계급이 경시정 이상이 되면 일본 경찰법 제55조에 따라 국가공무원이 된다. 이러한 경찰을 지방경무관이라고 한다.

## 기타
2008년 12월 24일 장관관방 인사과 과장 보좌(경시)가 나리타 공항에서 탑승 전 보안 검색을 받다가 규제기준을 초과하는 양의 남성용 화장수를 휴대한 것을 발견하고 이를 지적한 여성보안요원에게 "나는 경찰청의 경찰관이다. 가져가도 괜찮다. 현(지바현)경찰 본부장에게 연락해봐."라며 폭언을 퍼붓고 검사용 트레이를 던졌다. 그는 귀국 후에 지바현 경찰에 불구속 입건되었으며, 경찰청에서도 3개월 정직처분을 받고 사직하였다.

## 같이 보기
- 일본의 경찰
- 일본 소방청